# Arielulus torquatus
Arielulus torquatus es una especie de murciélago de la familia Vespertilionidae. Fue descrita inicialmente como Pipistrellus sp. por Lin y sus colegas (1997), por sus características externas y el número de los premolares, y sólo más tarde fue descrito como una nueva especie por Csorba y Lee (1999).

## Distribución geográfica
Es endémica de Taiwán.